# Třída G a H
Třída G a H byla třída torpédoborců sloužících v Royal Navy v období druhé světové války. Pro britské námořnictvo bylo postaveno 16 torpédoborců třídy G a H, které doplňovaly vůdčí lodě HMS Grenville a HMS Hardy. Ve službě byly od roku 1936. Britské námořnictvo je nasadilo za španělské občanské války a druhé světové války. Během intenzivního nasazení utrpěly těžké ztráty. Jejich pozdějšími zahraničními uživateli se stala Dominikánská republika, Kanada, Nizozemsko a Polsko.
Třída byla rovněž exportním úspěchem. Dalších 21 torpédoborců vycházejících z třídy G a H bylo stavěno pro zahraniční uživatele či přímo v zahraničních loděnicích. Z nich bylo šest torpédoborců určených pro Brazílii zařazeno do britského námořnictva jako třída Havant. Uživateli zbývajících 15 plavidel byla Argentina, Brazílie a Řecko. 

## Pozadí vzniku
Britské královské námořnictvo získalo celkem 22 jednotek této třídy. Třídy G a H zahrnovaly dvě skupiny po osmi plavidlech, postavené v letech 1934–1936. Obě skupiny se lišily pouze v detailech. Součástí třídy byly rovněž dvě vůdčí lodě. Dalších šest torpédoborců bylo stavěno dle stejného návrhu pro brazilské námořnictvo jako třída Jurua. Po vypuknutí války byly převzaty britským námořnictvem a války se účastnily jako třída Havant. Pro zahraniční uživatele bylo dále postaveno 15 jednotek z třídy G a H vycházejících.
Jednotky třídy G a H:
| Jméno                              | Loděnice                  | Založení kýlu | Spuštění na vodu   | Přijetí do služby | Status |
| ---------------------------------- | ------------------------- | ------------- | ------------------ | ----------------- | --- |
| HMS Grenville                      | Yarrow, Scotstoun         | 1934          | 15. srpna 1935     | červenec 1936     | Vůdčí loď. Dne 19. ledna 1940 potopen minou. |
| Gallant (H59)                      | A. Stephens, Linthouse    | 1934          | 26. září 1935      | únor 1936         | Dne 10. ledna 1941 poblíž Malty poškozen minou, odtažen do Valletty. Dne 5. února 1942 znovu těžce poškozen německým náletem, neopraven. Nakonec v září 1943 potopen.                                                                |
| Garland (H37)                      | Fairfield, Govan          | 1934          | 24. října 1935     | březen 1936       | Od května 1940 do září 1946 provozován polským námořnictvem. Od listopadu 1947 předán nizozemskému námořnictvu jako Marnix (F801). Od roku 1948 využíván pro výcvik protiponorkového boje. Kategorizován jako fregata. Vyřazen 1964. |
| Gipsy (H63)                        | Fairfield, Govan          | 1934          | 7. listopadu 1935  | únor 1936         | Dne 21. listopadu 1939 narazil v ústí Temže na minu a poté najel na břeh. |
| Glowworm (H92)                     | Thornycroft, Woolston     | 1934          | 22. července 1935  | leden 1936        | Dne 8. dubna 1940 západně od Trondheimu potopen německým těžkým křižníkem Admiral Hipper. |
| Grafton (H89)                      | Thornycroft, Woolston     | 1934          | 18. září 1936      | březen 1936       | Dne 29. května 1940 v Dunkerku potopen německou ponorkou U 62. |
| Grenade (H86)                      | A. Stephens, Linthouse    | 1934          | 12. listopadu 1935 | březen 1936       | Dne 29. května 1940 v Dunkerku poškozen německými bombardéry Ju 87, zničen vlastní posádkou. |
| Greyhound (H05)                    | Vickers-Armstrong, Barrow | 1934          | 15. srpna 1935     | leden 1936        | Dne 22. května 1941 poblíž Kréty potopen německými bombardéry Ju 87. |
| Griffin (H31)                      | Vickers-Armstrong, Barrow | 1934          | 15. srpna 1935     | březen 1936       | Od března 1943 provozován kanadským námořnictvem jako Ottawa. Vyřazen 1945. Do šrotu 1946. |
| HMS Hardy                          | Cammell Laird, Birkenhead | 1935          | 7. dubna 1936      | prosinec 1936     | Vůdčí loď. Dne 10. dubna 1940 potopen německými torpédoborci v první bitvě o Narvik. |
| HMS Hasty                          | Denny, Dumbarton          | 1935          | 5. května 1936     | listopad 1936     | Dne 15. června 1942 severozápadně od Derny poškozen německým torpédovým člunem S55, následně potopen torpédoborcem Hotspur. |
| HMS Havock                         | Denny, Dumbarton          | 1935          | 7. července 1936   | leden 1937        | Dne 6. dubna 1942 ve vysoké rychlosti ztroskotal u města Kelíbíja (mys Bon) a byl opuštěn. Dne 6. dubna 1942 vrak torpédovala italská ponorka Aradam.                                                                                |
| HMS Hereward                       | Vickers-Armstrong, Tyne   | 1935          | 10. března 1936    | prosinec 1936     | Dne 29. května 1941 potopen poblíž Kréty německými bombardéry Ju 87. |
| Hero (H99)                         | Vickers-Armstrong, Tyne   | 1935          | 10. března 1936    | říjen 1936        | Od listopadu 1943 provozován kanadským námořnictvem jako Chaudiere. Vyřazen 1945. Do šrotu 1946. |
| HMS Hostile                        | Scotts, Greenock          | 1935          | 24. ledna 1936     | září 1936         | Dne 23. srpna 1940 poblíž mysu Bon poškozen minou a následně potopen torpédoborcem Hero. |
| HMS Hotspur                        | Scotts, Greenock          | 1935          | 23. března 1936    | prosinec 1936     | Od listopadu 1948 provozován dominikánským námořnictvem jako Trujillo. |
| Hunter (H35)                       | Swan Hunter, Wallsend     | 1935          | 25. února 1936     | září 1936         | Dne 10. dubna 1940 potopen německými torpédoborci v první bitvě o Narvik. |
| HMS Hyperion                       | Swan Hunter, Wallsend     | 1935          | 8. dubna 1936      | prosinec 1936     | Dne 22. prosince 1940 poblíž mysu Bon poškozen minou a následně potopen torpédoborcem HMS Ilex. |
| Harvester (H19, ex Handy, Jurua)   | Vickers-Armstrong, Barrow | 1938          | 29. září 1939      | květen 1940       | Dne 11. března 1943 taranoval německou ponorku U 444, přičemž sám utrpěl poškození a ztratil rychlost. Následně jej potopila německá ponorka U 432.                                                                                  |
| Havant (H32, ex Javary)            | White, Cowes              | 1938          | 17. července 1939  | prosinec 1939     | Dne 1. června 1940 v Dunkerku poškozen německým náletem, následně opuštěn a potopen minolovkou HMS Saltash. |
| Havelock (H88, ex Jutahy)          | White, Cowes              | 1938          | 16. října 1940     | únor 1940         | Prodán do šrotu 1946. |
| Hesperus (H57, ex Hearty, Juruena) | Thornycroft, Woolston     | 1938          | 1. srpen 1939      | leden 1940        | Prodán do šrotu 1946. |
| Highlander (H44, ex Jaguaribe)     | Thornycroft, Woolston     | 1938          | 17. října 1939     | březen 1940       | Prodán do šrotu 1946. |
| Hurricane (H06, ex Japarua)        | Vickers-Armstrong, Barrow | 1938          | 29. září 1939      | červen 1940       | Dne 24. prosince 1943 poblíž Azor těžce poškozen německou ponorkou U 415. Druhý den opuštěn a potopen torpédoborcem HMS Watchman. |

## Konstrukce

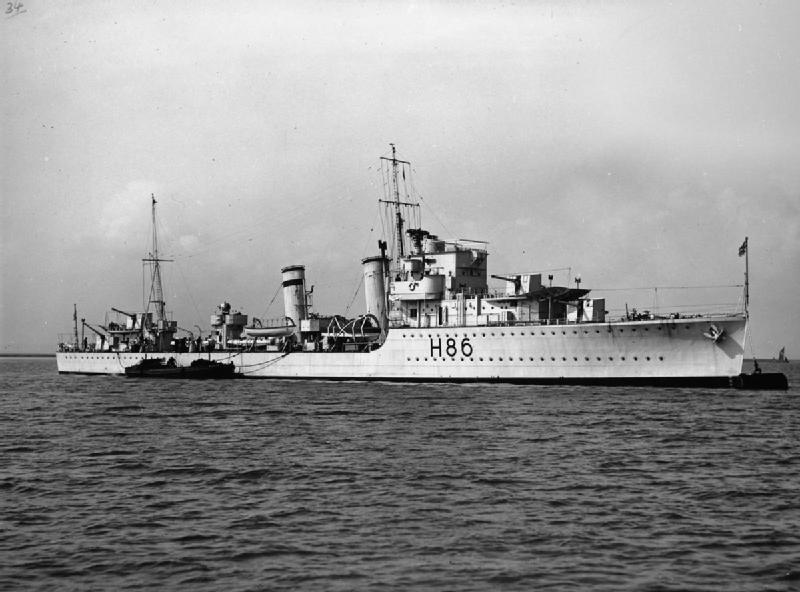
HMS Grenade

Torpédoborce třídy G a H po dokončení nesly čtyři 120mm/45 kanóny QF Mk.IX, umístěné v jednodělových věžích. Protiletadlovou výzbroj tvořily dvě čtyřčata 12,7mm kulometů. Nesly též dva čtyřhlavňové 533mm torpédomety. K napadání ponorek sloužily dva vrhače a dva spouštěče pro svrhávání hlubinných pum. Pohonný systém tvořily dva tříbubnové kotle Admiralty a dvě sady turbín Parsons o výkonu 34 000 hp, pohánějící dva lodní šrouby. Nejvyšší rychlost dosahovala 36 uzlů.

## Operační služba
Za druhé světové války bylo ztraceno šest jednotek třídy G a dalších šest třídy H. Přeživší Griffin během války získalo Kanadské námořnictvo a Garland v letech 1940–1947 provozovalo Polské námořnictvo. Z třídy Havant byly za války potopeny tři jednotky. Zbylé tři pak byly vyřazeny roku 1946.

## Zahraniční uživatelé

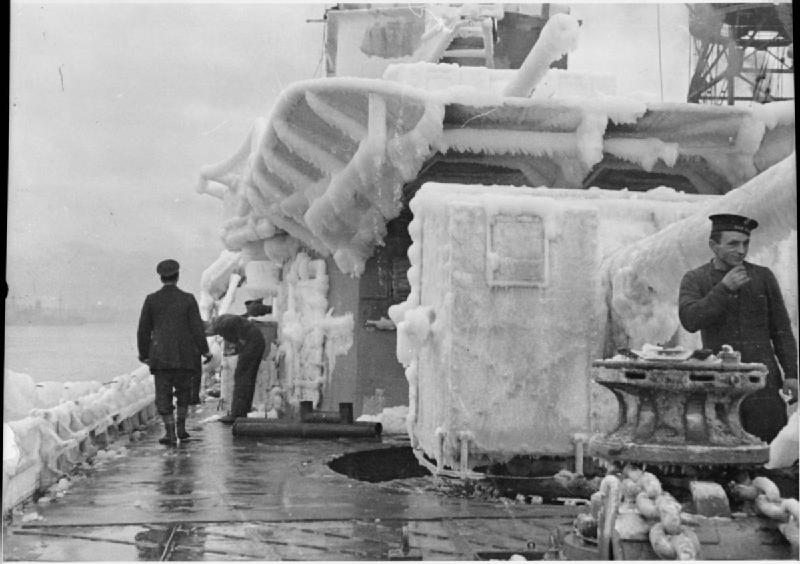
Polský torpédoborec OPR Garland

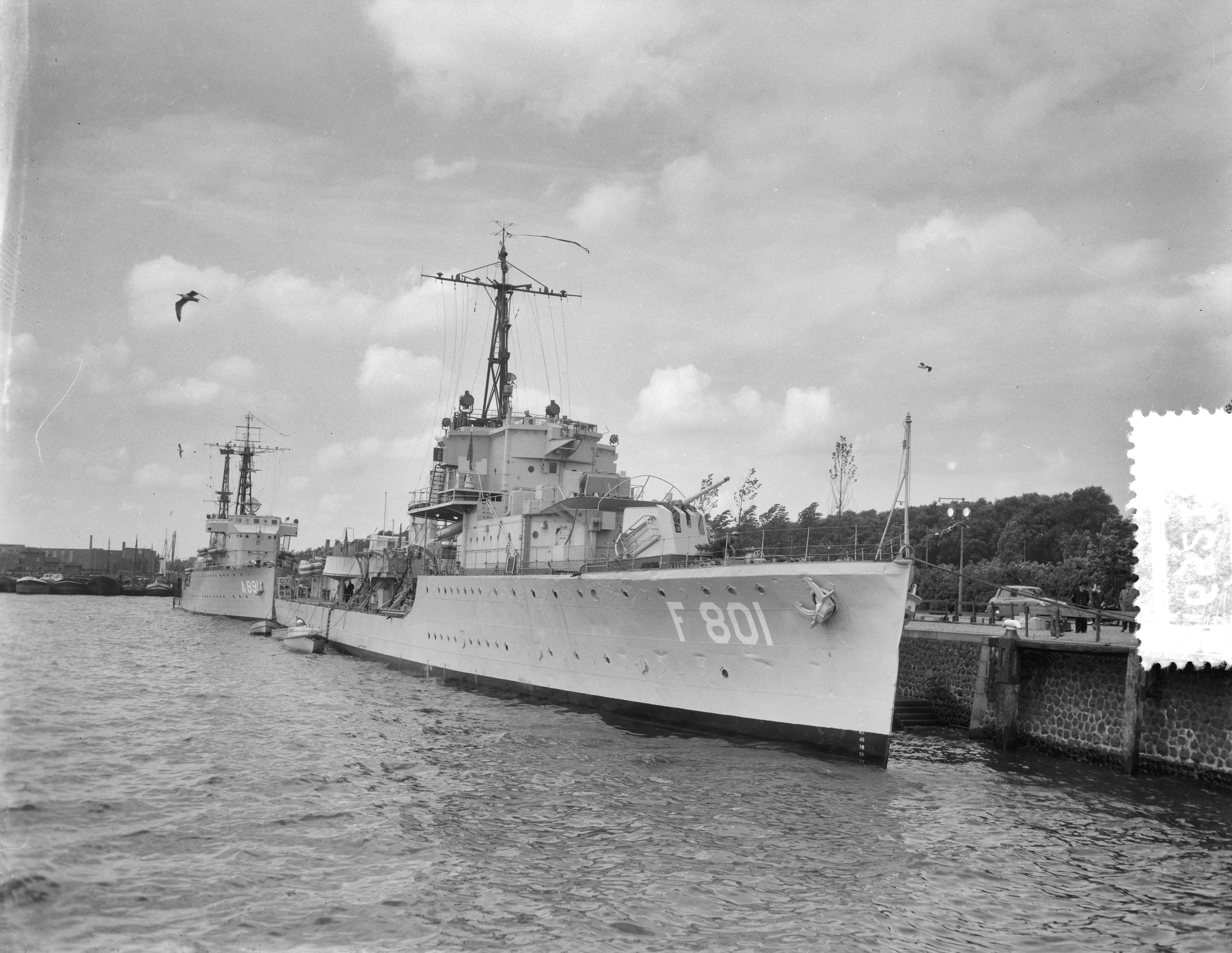
Nizozemský torpédoborec Marnix (F801, ex Garland)

### TřídaG a H
Dominikánská republika
Dominikánské námořnictvo roku 1948 získalo torpédoborec Trujillo. Vyřazen byl roku 1972.
 Kanada
Kanadské královské námořnictvo od roku 1943 provozovány torpédoborce Ottawa (ex Griffin) a Chaudiere (ex Hero). Vyřazeny 1945 a do šrotu prodány roku 1946.
 Nizozemsko
Nizozemské královské námořnictvo v listopadu 1947 získalo torpédoborec Marnix (F801, Garland). Od roku 1948 využíván při výcviku. Vyřazen 1964.
 Polsko
Polské námořnictvo v letech 1940–1946 provozovalo torpédoborec Garland. Po vrácení UK jej získalo Nizozemsko.

### Exportní deriváty
Argentina
Argentinské námořnictvo bylo druhé v Latinské Americe, která torpédoborce tohoto typu objednalo. Získalo celkem sedm torpédoborců příbuzné třídy Buenos Aires. Do služby byly přijaty roku 1938. Vyřazeny byly v 70. letech.
 Brazílie
Brazilské námořnictvo objednalo šest torpédoborců, které byly po vypuknutí války zrekvírovány a zařazeny do britského námořnictva jako třída Havant. Vedení brazilského námořnictva se rozhodlo jako náhradu nechat postavit jiných šest torpédoborců stejného typu, ale přímo v brazilských loděnicích. Šest jednotek takto vzniklé třídy Acre bylo do služby přijato v letech 1949–1951. Vyřazeny byly v 70. letech.
 Řecko
Řecké námořnictvo získalo dva torpédoborce třídy Vassilefs Georgios, které byly oba potopeny za světové války. Další dva měly být postaveny přímo v Řecku, tomu však zabránila okupace země Německem.
 Německá říše
Kriegsmarine v letech 1942–1943 provozovala torpédoborec ZG3 Hermes, což bylo vyzvednuté a opravené řecké plavidlo Vassilefs Georgios. Za války bylo potopeno.